# Nazionale femminile di hockey su pista del Messico
La nazionale di hockey su pista femminile del Messico è la selezione femminile di hockey su pista che rappresenta il Messico in ambito internazionale.

Attiva dal 1994, opera sotto la giurisdizione della Federazione di pattinaggio del Messico.

## Risultati

### Campionato del mondo
| Edizione | Sede/i            | Piazzamento      | G | V | N | P |      |
| 1992     | Springe           | Non partecipante | - | - | - | - | n.d. |
| 1994     | Tavira            | 18º posto        | 8 | 2 | 0 | 6 | Rosa |
| 1996     | Sertãozinho       | Non partecipante | - | - | - | - | n.d. |
| 1998     | Buenos Aires      | Non partecipante | - | - | - | - | n.d. |
| 2000     | Marl              | 13º posto        | 5 | 1 | 1 | 3 | Rosa |
| 2002     | Paços de Ferreira | 12º posto        | 6 | 1 | 0 | 5 | Rosa |
| 2004     | Wuppertal         | 12º posto        | 5 | 2 | 0 | 3 | Rosa |
| 2006     | Santiago del Cile | Non partecipante | - | - | - | - | n.d. |
| 2008     | Honjō             | Non partecipante | - | - | - | - | n.d. |
| 2010     | Alcobendas        | 16º posto        | 6 | 0 | 0 | 6 | Rosa |
| 2012     | Recife            | Non partecipante | - | - | - | - | n.d. |
| 2014     | Tourcoing         | Non partecipante | - | - | - | - | n.d. |